# Taşlıgüney, Sarıkamış
Taşlıgüney là một xã thuộc huyện Sarıkamış, tỉnh Kars, Thổ Nhĩ Kỳ. Dân số thời điểm năm 2010 là 208 người.